# Kunstrijden op de Olympische Winterspelen 2018 - IJsdansen
Het ijsdansen tijdens de Olympische Winterspelen 2018 vond plaats op 19 en 20 februari 2018 in de Gangneung Ice Arena in Pyeongchang, Zuid-Korea. Regerend olympisch kampioen was het Amerikaanse koppel Meryl Davis en Charlie White.
Na acht jaar zetten Tessa Virtue en Scott Moir uit Canada de olympische titel voor de tweede keer op hun naam. Tijdens de Spelen van Sotsji in 2014 wonnen ze de zilveren medaille. Dit keer was het zilver voor Gabriella Papadakis en Guillaume Cizeron uit Frankrijk, die ongewild hadden te maken met een 'nippleslip'. De Amerikanen Maia Shibutani en Alex Shibutani veroverden het brons.

## Tijdschema
| Datum       | Lokale tijd | MET   | Kür       |
| ----------- | ----------- | ----- | --------- |
| 19 februari | 10:00       | 02:00 | Korte kür |
| 20 februari | 10:00       | 02:00 | Vrije kür |

## Uitslag
| #                      | Olympiër                              | NOC | Punten    | Korte kür   | Vrije kür   |
| ---------------------- | ------------------------------------- | --- | --------- | ----------- | ----------- |
| Goud                   | Tessa Virtue Scott Moir               | CAN | 206.07 WR | 83.67 (1)   | 122.40 (2)  |
| Zilver                 | Gabriella Papadakis Guillaume Cizeron | FRA | 205.28    | 81.93 (2)   | 123.35 (1)  |
| Brons                  | Maia Shibutani Alex Shibutani         | USA | 192.59    | 77.73 (4)   | 114.86 (3)  |
| 4                      | Madison Hubbell Zachary Donohue       | USA | 187.69    | 77.75 (3)   | 109.94 (5)  |
| 5                      | Jekaterina Bobrova Dmitri Solovjov    | OAR | 186.92    | 75.47 (6)   | 111.45 (4)  |
| 6                      | Anna Cappellini Luca Lanotte          | ITA | 184.91    | 76.57 (5)   | 108.34 (6)  |
| 7                      | Kaitlyn Weaver Andrew Poje            | CAN | 181.98    | 74.33 (8)   | 107.65 (7)  |
| 8                      | Piper Gilles Paul Poirier             | CAN | 176.91    | 69.60 (9)   | 107.31 (8)  |
| 9                      | Madison Chock Evan Bates              | USA | 175.58    | 75.45 (7)   | 100.13 (12) |
| 10                     | Charlène Guignard Marco Fabbri        | ITA | 173.47    | 68.16 (11)  | 105.31 (9)  |
| 11                     | Penny Coomes Nicholas Buckland        | GBR | 170.32    | 68.36 (10)  | 101.96 (10) |
| 12                     | Sara Hurtado Kirill Chaljavin         | ESP | 168.33    | 66.93 (12)  | 101.40 (11) |
| 13                     | Tiffany Zahorski Jonathan Guerreiro   | OAR | 162.24    | 66.47 (13)  | 095.77 (14) |
| 14                     | Natalia Kaliszek Maksym Spodyriev     | POL | 161.35    | 66.06 (14)  | 095.29 (15) |
| 15                     | Kana Muramoto Chris Reed              | JPN | 160.63    | 63.41 (15)  | 097.22 (13) |
| 16                     | Kavita Lorenz Panagiotis Polizoakis   | GER | 150.49    | 59.99 (17)  | 090.50 (16) |
| 17                     | Marie-Jade Lauriault Romain Le Gac    | FRA | 149.59    | 59.97 (18)  | 089.62 (17) |
| 18                     | Yura Min Alexander Gamelin            | KOR | 147.74    | 61.22 (16)  | 086.52 (19) |
| 19                     | Alisa Agafonova Alper Uçar            | TUR | 147.18    | 59.42 (20)  | 087.76 (18) |
| 20                     | Lucie Myslivečková Lukáš Csölley      | SVK | 142.57    | 59.75 (19)  | 082.82 (20) |
| Vrije kür niet bereikt |                                       |     |           |             |             |
| 21                     | Oleksandra Nazarova Maksym Nikitin    | UKR |           | 057.97 (21) |             |
| 22                     | Wang Shiyue Liu Xinyu                 | CHN |           | 057.81 (22) |             |
| 23                     | Cortney Mansour Michal Češka          | CZE |           | 053.53 (23) |             |
| 24                     | Adel Tankova Ronald Zilberberg        | ISR |           | 046.66 (24) |             |